# Placopsidella liparoides
Placopsidella liparoides är en tvåvingeart som beskrevs av de Meijere 1916. Placopsidella liparoides ingår i släktet Placopsidella och familjen vattenflugor. Inga underarter finns listade i Catalogue of Life.